# فساد در سپاه پاسداران انقلاب اسلامی
فساد در سپاه پاسداران به فعالیت‌های سپاه پاسداران انقلاب اسلامی در زمینه‌های مختلف این نهاد اشاره دارد که به فساد و رانت‌خواری گسترده منجر شده است. این ارگان بخشی از نیروی مسلح در جمهوری اسلامی ایران است.

## گستردگی
بخش‌هایی از شرکت‌های بزرگ زیر سلطهٔ سپاه که در فعالیت‌های خرید و فروش نفت و گاز، مخابرات و ساختمان‌سازی فعال بوده‌اند، ناچار شدند که بخشی از سهام مالکیت خود را به دولت بازگردانند. یک قلم سرمایهٔ سپاه، در شرکت توسعه اعتماد مبین تنها در سال ۲۰۰۹، حدود ۸ میلیارد دلار می‌شده است.
۱۶ نوامبر ۲۰۲۱، گزارشی در رابطه با سطح فساد مالی در حوزه دفاعی و امنیتی کشورهای جهان در تارنمای سازمان شفافیت بین‌الملل منتشر شد. برای به دست آمدن میزان فساد در حوزه دفاعی و امنیتی کشورها، شاخص‌های سیاسی، مالی، عملیاتی، پرسنلی و صنایع دفاعی، به صورت مستقل توسط کارشناسان این سازمان تحت بررسی قرار گرفته است. بر اساس این گزارش که از سوی بخش امنیتی و دفاعی این سازمان تهیه شده است، وضعیت فساد در حوزه‌های دفاعی و امنیتی ایران در رده بحرانی قرار دارد.
سال‌ها است که ریاست شرکت خدمات هوایی پست و مخابرات پیام و متعاقباً فرودگاه پیام در نزدیکی شهر کرج که مهم‌ترین مبدأ ورود کالا از طریق هوایی به ایران است، برعهدهٔ افرادی است که از سوی سپاه پاسداران مأمور شده‌اند.

## فساد مالی
- شهریور ۱۳۹۶: به نقل از روزنامهٔ فایننشال تایمز، سپاه پاسداران زیر فشار دولت قرار گرفته و برخی از رهبران ارشد آن، به جرم فساد مالی دستگیر شده‌اند. «سپاه پاسداران اکنون به یک مجموعهٔ امپراتوری مالی در ایران تبدیل شده و حسن روحانی، رئیس‌جمهور وقت، برای کاهش نفوذ این امپراتوری در اقتصاد کشور، تعدادی از سران فاسد آن را دستگیر و زندانی کرده است.» دست‌کم دوازده نفر از فرماندهان سپاه و شرکای اقتصادی آن‌ها بازداشت شدند.[۱] دویچه وله رسیدگی و محکومیت متهمان این پرونده فساد را با دستور خامنه‌ای عنوان می‌کند: محسن هاشمی، رئیس شورای شهر تهران، تیرماه ۱۳۹۷ خبر داد که با دستور علی خامنه‌ای، رهبر جمهوری اسلامی، حسین باقری رئیس کل نیروهای مسلح ایران، مسئول رسیدگی به پرونده اتهام «فساد مالی ده هزار میلیارد تومانی» عیسی شریفی شده است.[۳]
- بهمن ۱۴۰۰: رادیو فردا یک فایل صوتی از جلسه‌ای با حضور محمدعلی جعفری، فرمانده وقت سپاه پاسداران و صادق ذوالقدرنیا، معاون وقت اقتصادی این نهاد را منتشر کرد که مواردی از ساختار فساد در بنیاد تعاون سپاه و همچنین شهرداری تهران را برملا کرده است. در این مکالمه ذوالقدرنیا از امضای تفاهم‌نامه با قالیباف برای رفع و رجوع ۸۰۰۰ میلیارد تومان سخن می‌گوید. در این فایل صوتی به نقش مستقیم محمدباقر قالیباف، شهردار وقت تهران و رئیس فعلی مجلس شورای اسلامی در فساد «هلدینگ یاس» و همچنین نقل قول‌هایی از قاسم سلیمانی، فرمانده سابق نیروی قدس سپاه، جمال‌الدین آبرومند، معاون وقت هماهنگ‌کننده سپاه و حسین طائب، مسئول اطلاعات سپاه در این پرونده فساد اشاره شده است.[۴]

جعفری: «قاسم (سلیمانی) هنوز نسبت به (نوع) برخورد سپاه، حفاظت (اطلاعات)، شما (معاونت اقتصادی سپاه) با یاس و -؟- ناراحت بود. گفت پیش آقا هم رفتم و این نوع برخوردها… گفتم بهش حاج قاسم تو این حرف‌هارو پیش من نگو؛ بله (درست می‌گی) آقای مهردادی، ممکنه هیچی اصلاً به نفع شخصیش نبرده، ولی این همه پول بیت‌المال را با دستور این (مهردادی) دیگران حیف و میل کردند، این کنترل نکرده، نظارت نکرده، با دستور الکی. اینارو نباید جوابگو باشه؟ خوب اینارو باید جواب بده!»
در این فایل صوتی اسامی دیگری همچون سعید محمد، فرمانده وقت قرارگاه سازندگی خاتم‌الانبیاء، علیرضا زاکانی، شهردار فعلی تهران و شرکت‌های دیگر مانند شرکت «رسا» به میان می‌آید.
- در سال ۱۴۰۱، فساد مالی دربارهٔ پرداخت حقوق به فعالان نیابتی ایران در محور مقاومت افشا شد. سپاه پاسداران از طریق جمال‌الدین آبرومند و احتمالاً دیگر فرماندهانی که با او کار می‌کردند، به دولت گزارش داد که برای هر عامل حزب‌الله لبنان، ۱۲۰۰ دلار و برای هر عامل در سازمان‌های مختلف نیابتی دیگر، مانند لشکر زینبیون و لشکر فاطمیون در سوریه و به جنبش حوثی‌ها در یمن، بین ۵۰۰ تا ۱۰۰۰ دلار در ماه می‌پردازد. با این حال، در عمل این‌گونه نبوده است. به گفتهٔ یک منبع ارشد در سپاه پاسداران، عملاً هر عامل نیابتی در سوریه و یمن، بین ۱۰۰ تا ۲۰۰ دلار دریافت می‌کرد و مابقی پول ناپدید می‌شد و به جیب فرماندهان سپاه می‌رفت تا مشکلات مالی سازمان را پوشش دهند.[۷]

### فساد بنیاد تعاون سپاه
در ۱۹ فروردین‌ماه ۱۴۰۰ در جریان یک گفت‌وگوی عمومی در شبکه اجتماعی کلاب‌هاوس، محمود میرلوحی، عضو شورای شهر تهران دربارهٔ پرونده‌های فساد دوران شهرداری محمدباقر قالیباف گفت که در یک بازهٔ زمانی کوتاه در سال ۱۳۹۳، ۱۲ هزار و ۹۰۰ میلیارد تومان از اموال شهرداری تهران به شرکت رسا تجارت مبین وابسته به بنیاد تعاون سپاه پاسداران انقلاب اسلامی واگذار شده است که به پرونده «فساد ۱۳ هزار میلیارد تومانی» سرداران سپاه در بنیاد تعاون سپاه دارد که پیش از این از سوی عبدالله رمضان‌زاده، سخنگوی دولت خاتمی افشا شده بود. مقام‌های بنیاد تعاون سپاه در سال ۱۳۹۳، اموال و املاکی به ارزش ۴ میلیارد دلار را در اختیار گرفته‌اند و در سال ۱۳۹۹ تعهد داده‌اند که خسارتی معادل ۲۰۰ میلیون دلار به شهرداری بپردازند.

#### هلدینگ یاس
شرکت گروه توسعه اقتصادی یاس مشهور به «هلدینگ یاس» بازوی اصلی بنیاد تعاون سپاه بود که در حوزه خدمات، واسطه‌گری و مسکن فعالیت داشت. این هلدینگ در واقع نقش خزانهٔ نیروی قدس سپاه را بازی می‌کرد. هلدینگ یاس پس از بروز مفاسد گسترده که منجر به بازداشت برخی مدیرانش در سال ۱۳۹۶ شد، منحل شد. رقم یکی از پرونده‌های فساد مرتبط با این هلدینگ ۱۳ هزار میلیارد تومان اعلام شده است.

### شرکت رسا تجارت مبین
در یک بازهٔ زمانی کوتاه در سال ۱۳۹۳، ۱۲ هزار و ۹۰۰ میلیارد تومان از اموال شهرداری تهران به شرکت رسا تجارت واگذار شد که قیمت این اموال بر اساس میانگین قیمت دلار در آن زمان، معادل بیش از ۴ میلیارد دلار بوده است.

### شرکت تجارت الماس مبین
این شرکت در همکاری با سپاه، تجهیزات و لوازم لازم برای جعل اسکناس را از اروپا تأمین کرده و در معاملات اسلحه و جعل اسکناس برای تأمین نیازهای مالی شورشیان حوثی در یمن نیز نقش داشته است که توسط محمود سیف که در ایران با نام محسن سجادی‌نیا اداره می‌شد.

### قرارگاه سازندگی خاتم‌الانبیاء
صادق ذوالقدرنیا در گفت‌وگویی با مسئول دفتر محمدعلی جعفری می‌گوید:
در قرارگاه سازندگی خاتم‌الانبیاء ۲۳ هزار میلیارد تومان به مردم بدهکاریم. عبداللهی ۳۰ هزار میلیارد تومان از دولت طلب دارد… دولت می‌گوید قرارگاه خاتم ده هزار میلیارد تومان طلبکار است. اختلاف ما ۲۰ هزار میلیارد تومان است و [دربارهٔ طلب از دولت] سند نداریم.

### مؤسسه مالی و اعتباری ثامن
ابراهیمی، مدیرعامل بانک انصار در یک پرونده ۱۰۰۰ میلیارد تومان از محل منابع مالی «همراه اول» که در بانک انصار بوده، به فردی به نام [علی اصغر] شماعی داده است که ضمانت‌نامه‌اش باطل بوده و بعد این پرونده را به مؤسسه مالی و اعتباری ثامن الحجج برده است.

### فولاد مبارکه اصفهان
تحقیق و تفحص مجلس با انتشار گزارشی از فولاد مبارکه اصفهان نمایی از فساد و تخلف‌های چند ده هزار میلیارد تومانی در این شرکت بزرگ دولتی و گوشه‌ای از فساد و دریافت‌های چندین میلیارد تومانی مقام‌های وزارت اطلاعات، فرماندهان سپاه، مقام‌های دولتی، صدا و سیما و امام‌جمعه‌ها را آشکار کرد. شرکت فولاد مبارکه بر اساس تفاهم‌نامه‌ای با سپاه ناحیه مبارکه، مبلغ ۴۳ میلیارد تومان در بانک قرض‌الحسنه رسالت سپرده‌گذاری کرده است تا این بانک به افراد معرفی‌شده از سوی فرماندهان سپاه مبلغ ۱۵ میلیارد تومان تسهیلات پرداخت کند. گزارش تحقیق و تفحص از این اقدام به عنوان «بهره‌گیری از اعتبارات مالی در خارج از منافع سهامداران» نام برده و تأکید کرده که این اقدام هفت میلیارد و ۷۴۰ میلیون تومان به منافع سهامداران ضرر زده است. همچنین به درخواست فرمانده سپاه صاحب‌الامر سپاه استان اصفهان، فولاد مبارکه مبلغ شش میلیارد و ۳۳۵ میلیون تومان به حساب معرفی‌شده پول ریخته است.

### فساد در منطقه آزاد اروند
- فرماندهان سابق سپاه پاسداران و برخی مقام‌های عالی‌رتبه جمهوری اسلامی در هفت سال گذشته در منطقه آزاد اروند درگیر فساد شده‌اند و صدها میلیارد تومان از بودجه عمومی کشور به دست این مقام‌ها و بستگان‌شان افتاده است. در مهرماه ۱۳۹۲، اکبر ترکان، دبیر شورای هماهنگی مناطق آزاد، هیئت مدیره جدید منطقه آزاد اروند را با چهره‌های شناخته‌شده‌ای منصوب کرد. افرادی چون علی شمخانی، دبیر شورای عالی امنیت ملی، محمد مخبر، رئیس ستاد اجرایی فرمان امام، محمد فروزنده، رئیس وقت بنیاد مستضعفان و عبدالله کعبی، نماینده آبادان در مجالس پنجم تا هشتم. در مهمانی نهادهای زیر نظر علی خامنه‌ای، رهبر جمهوری اسلامی در سازمان منطقه آزاد، در نهایت سپاه پاسداران هم نیز راه پیدا کرد. فشارها بر اسماعیل زمانی بعد از تشکیل پرونده‌های متعدد باعث شد تا غلامعلی رشید، دوست دیرینه اسماعیل زمانی به او پیشنهاد کند که پای قرارگاه سازندگی خاتم‌الانبیاء را به منطقه آزاد اروند باز کند تا فشار اطلاعات سپاه بر او کمتر شود. قراردادی به ارزش دو هزار میلیارد تومان که قرار است ۳۰ درصدش را منطقه آزاد نقدی پرداخت کند و در ازای ۷۰ درصد بقیه، بخشی از زمین‌های منطقه آزاد را صاحب شود. مجموعه‌ای از فساد سیستماتیک که طی هفت سال، سازمانی را که قرار بود در خدمت آبادانی آبادان و خرمشهر باشد، به یک مرکز فساد اقتصادی تبدیل کرده است.[۱۹]

## رانت‌خواری
- مؤسسه کوثران، یکی از شرکت‌های وابسته به سپاه پاسداران، توانست اجرای طرح توسعهٔ شبکهٔ آبیاری ۸۸۰۰ هکتاری امیدیه خوزستان را به دست آورد.[۲۰]
- سپاه پاسداران با حضور پیمانکار خارجی در راه‌اندازی فرودگاه بین‌المللی امام خمینی که به طریقی قانونی برنده مناقصه رقابتی دولت محمد خاتمی شده بود، با عملیاتی نظامی، فرودگاه را اشغال و از ادامه فعالیت شرکت «تاو» (TAV) جلوگیری کرد. این رویارویی حتی به کنار رفتن احمد خرم، وزیر وقت راه و ترابری از کابینه انجامید.
- سپاه پاسداران با فشار به مجلس هفتم با اکثریتی از نمایندگان همراه امتیاز اپراتوری تلفن همراه را که با مناقصه دولتی واگذار شده بود، از شرکت «ترکسل» پس گرفت و به شرکت «ایرانسل» وابسته به بنیاد مستضعفان واگذار کرد.[۲۱][۲۲][۲۳]
- سپاه بدون مناقصه در ۱۷ خرداد ۱۳۸۵ قراردادی یک میلیارد و ۳۰۰ میلیون دلاری برای کشیدن خط لوله‌ای ۹۰۰ کیلومتری از بندر عسلویه به بندرعباس و از آنجا به ایرانشهر در استان سیستان و بلوچستان و سرانجام به پاکستان و بلکه تا هند را تصاحب کرد.[۲۰]

## قاچاق نفت
زنجیرهٔ قاچاق سوخت توسط عناصری از دولت ایران به‌ویژه سپاه پاسداران و برخی شرکت‌های خصوصی مستقر در کشورهای حاشیه خلیج فارس انجام می‌شود و بخش دریایی سپاه کنترل شدیدی بر مرزهای دریایی و تأسیسات بندری دارد. آندریاس کریگ، مدرس ارشد دانشکده مطالعات امنیتی در کینگز کالج لندن به واشینگتن پست می‌گوید: «سپاه یک نهاد بسیار فاسد است. اگر به میزان قاچاق سالانه نگاه کنیم، متوجه خواهیم شد که صحبت در مورد قاچاق میلیون‌ها بشکه نفت است.»
آنچه سلطهٔ سپاه پاسداران بر صنعت نفت ایران (مهم‌ترین منبع درآمدهای ارزی ایران) را تقویت کرده، توانایی این گروه در دور زدن تحریم‌ها و فروش مخفیانهٔ نفت به‌ویژه به چین است. چین بزرگ‌ترین خریدار نفت قاچاق ایران به حساب می‌آید و سپاه پاسداران برای تسهیل فروش نفت قاچاق به این کشور شرکت‌های صوری متعددی را ایجاد کرده است. به نوشتهٔ رویترز، سپاه نفت تحت کنترل خود را به بهای یک تا دو دلار کمتر از بهای پیشنهادی شرکت توزیع و صادرات نفت ایران به فروش می‌رساند. با این حال، به گفتهٔ منابع غربی تخفیف‌های سپاه برای تسهیل نفت خام تحت کنترل خود فراتر از این می‌رود و تا هشت دلار در هر بشکه می‌رسد.
سپاه پاسداران در حال حاضر تا ۵۰ درصد از صادرات نفت ایران را در اختیار دارد. این در حالی است که قبلاً این سهم حدود ۲۰ درصد بوده است. میزان نفوذ سپاه پاسداران بر صنعت نفت ایران بر اساس اسناد اطلاعاتی مرتبط با حمل و نقل نفت ایران و رصد فعالیت نفتکش‌ها و شرکت‌های وابسته به سپاه پاسداران به دست آمده است. سپاه پاسداران به عنوان بخشی از گسترش نفوذ خود در صنعت نفت، وارد حوزه‌هایی شده است که پیش از این تحت کنترل نهادهایی دولتی مانند شرکت ملی نفت ایران (NIOC) و شرکت تابعه آن، نیکو (NICO) قرار داشت. چین بزرگ‌ترین خریدار نفت ایران است و عمدهٔ نفت صادراتی ایران به پالایشگاه‌های مستقل چین ارسال می‌شود. به گفتهٔ منابع مطلع، سپاه پاسداران برای تسهیل تجارت با خریداران چینی، شرکت‌هایی پوششی ایجاد کرده است. یکی از این شرکت‌های پوششی، شرکتی با نام «Haokun» است که در چین مستقر بوده و توسط تعدادی از مقامات سابق نظامی این کشور اداره می‌شود. این شرکت، علی‌رغم تحریم‌هایی که ایالات متحده آمریکا در سال ۲۰۲۲ علیه آن اعمال کرده بود، همچنان به عنوان یکی از کانال‌های اصلی فروش نفت سپاه پاسداران به چین فعالیت می‌کند.
قاچاق سوخت از مرزهای استان سیستان و بلوچستان به یکی از منابع درآمدی کلان برای برخی از نهادهای حکومتی ایران تبدیل شده است. بر اساس گزارش‌ها و شواهد، سپاه پاسداران نقش مهمی در این قاچاق ایفا می‌کند و روزانه میلیون‌ها لیتر سوخت را به کشورهای همسایه، به‌ویژه پاکستان و افغانستان انتقال می‌دهد. درآمد حاصل از این قاچاق به‌طور عمده برای تأمین هزینه‌های نظامی و پیشبرد پروژه‌های تسلیحاتی از جمله ساخت موشک‌ها و پهپادها استفاده می‌شود.

## قاچاق مواد مخدر
درگیر شدن سپاه پاسداران ایران در قاچاق مواد مخدر در دهه ۱۳۶۰ و همزمان با کاهش بهای نفت آغاز شد. در این دوره سپاه پاسداران با موافقت عالی‌ترین مقامات حکومت ایران برای تأمین نیازهای مالی خود به قاچاق مواد مخدر روی آورد. ایران به‌دلیل حضور در هلال طلایی (شامل مناطق کوهستانی سه کشور ایران، افغانستان و پاکستان) و همسایگی با این دو کشور به عنوان دو تأمین‌کننده اصلی مواد مخدر در جهان، همیشه بهترین مسیر برای ترانزیت مواد مخدر بوده است. در گزارشی که ویکی‌لیکس از فرایند قاچاق مواد مخدر در منطقه افشا کرد، تأکید شده که در سال ۲۰۰۷ بیش از ۸۰ درصد از تریاک و بیش از ۲۸ درصد از هروئین جهان از ایران ترانزیت شده است. در این گزارش که یک تحلیلگر مؤسسه تحلیل اطلاعات «استراتفور» (Stratfor) نوشته است، جغرافیای دقیق ترانزیت مواد مخدر از ایران شرح داده شده است. به این نحو که مواد مخدر افغانستان از سه مجرا وارد ایران می‌شود؛ به‌طور زمینی از افغانستان، به‌طور زمینی از پاکستان و از مسیر دریا از پاکستان. مقدار کمی از این مواد نیز از طریق مرز ترکمنستان وارد ایران می‌شود. سپس مواد مخدر وارد شده از نواحی شمال غربی ایران به اروپا و روسیه فرستاده می‌شود. مواد مخدری که به‌طور زمینی به ایران می‌آید، از شمال بیابان دشت کویر به تهران و بعد به ترکیه و جمهوری آذربایجان می‌رود. مواد مخدر وارداتی از پاکستان، از طریق جنوب دشت لوت به اصفهان و بعد به تهران می‌رود. موادی که از طریق دریا به ایران وارد می‌شود، عمدتاً از طریق بندرعباس و چابهار قاچاق می‌شود و در ادامه به بقیهٔ جریان قاچاق در شمال غرب ایران می‌پیوندد. مقداری مواد مخدر نیز به مسیرهای دیگر می‌رود، مثل کشورهای حوزه خلیج فارس و عراق؛ امّا اکثر مواد مخدری که به ایران قاچاق می‌شود، به بازار اروپا فرستاده یا در داخل مصرف می‌شود.
منابع مؤسسه تحلیلگر استراتفور اشاره می‌کنند که فرماندهان سپاه پاسداران از طریق مناطق تحت فرماندهی خود، بر جریان مواد مخدر نظارت می‌کنند و درآمد سودآوری را به‌دست می‌آورند. ارزش مواد مخدری که از ایران ترانزیت می‌شود، در بازار مقصد ۱۹ تا ۲۰ میلیارد دلار تخمین زده می‌شود. (تقریباً ۵ درصد تولید ناخالص ملّی ایران). منابع مختلفی به نقش سپاه پاسداران در ترانزیت مواد مخدر اشاره کرده‌اند. روزنامه تایمز در نوامبر ۲۰۱۷ در گزارش مفصلی نوشت که سپاه پاسداران سالانه میلیاردها دلار از قاچاق مواد مخدر سود می‌برد. در این گزارش آمده که این نهاد برای قاچاق مواد مخدر با شبکه‌های تبهکار در نقاط مختلف جهان ارتباط برقرار کرده است. به گفتهٔ یک مقام عالی‌رتبه سابق سپاه پاسداران، این سازمان تریاک افغانستان را در ایران به هروئین و مورفین تبدیل کرده و با همکاری باندهای تبهکار به سراسر جهان قاچاق می‌کند. در عین حال، او گفته است که سپاه پاسداران برای قاچاق از تدارکات منحصر به خود، از جمله شرکت‌های کشتیرانی و هواپیمایی استفاده می‌کند.
در همین حال، وزارت خزانه‌داری آمریکا در سال ۲۰۱۲، فردی به نام غلامرضا باغبانی، از فرماندهان نیروی قدس سپاه را به دلیل کمک به ترانزیت مواد مخدر تحریم کرد. به گفتهٔ دولت آمریکا، غلامرضا باغبانی به تولید هروئین کمک می‌کرده و مرزها را برای قاچاق مواد مخدر باز می‌گذاشته است. روزنامهٔ دی‌ولت آلمان نیز در سال ۲۰۱۱ در گزارشی نوشت که سپاه پاسداران از قاچاق مواد مخدر سالانه میلیاردها دلار درآمد کسب می‌کند. همچنین در نوامبر سال ۲۰۱۰، مقام‌های دولتی نیجریه از کشف ۱۳۰ کیلوگرم هروئین با مبدأ ایران خبر دادند. به گفتهٔ مقام‌های امنیتی نیجریه، این محموله متعلق به «عظیم آقاجانی» و «سید احمد طهماسبی» از اعضای نیروی قدس سپاه بوده است. مقامات امنیتی ایتالیا نیز در سال ۲۰۱۷ یک محمولهٔ قاچاق مواد مخدر به مقصد اروپا را کشف کردند. به گفتهٔ مقامات ایتالیایی، ۹ شهروند عراقی وابسته به حشدالشعبی تحت هدایت غلامرضا باغبانی محموله‌های مواد مخدر را به عراق و ترکیه و از آنجا به ایتالیا و اروپا ارسال می‌کرده‌اند.
به گفتهٔ سجاد حق‌پناه از مقامات پیشین سازمان حفاظت اطلاعات سپاه پاسداران، قاچاق مواد مخدر در نزد فرماندهان سپاه پاسداران به امری فراگیر تبدیل شده و شماری از فرماندهان این سازمان مستقیماً در قاچاق مواد مخدر دست دارند. سجاد حق‌پناه در جریان ده سال فعالیتش در حفاظت اطلاعات سپاه پاسداران به رابطهٔ فرماندهان سپاه با شبکه‌های زیرزمینی قاچاق مواد مخدر در ایران پی برده است. یکی از رؤسای این دست شبکه‌ها فردی با نام رضا یوسف‌نژاد است که ده‌ها دستگاه اتوبوس و کامیون دارد و از اعزام زائران به اماکن مقدس در سوریه و ترکیه به عنوان پوششی برای قاچاق مواد مخدر استفاده می‌کند. سجاد حق‌پناه گفته است که خود او مسئولیت تعقیب و مراقبت رضا یوسف‌نژاد را برعهده داشته، امّا هر بار فرماندهان ارشد سپاه پاسداران از دستگیری وی یا تجسس خانهٔ او اکیداً جلوگیری می‌کردند.

## آثار و نتایج
نتیجهٔ حضور سپاه پاسداران در اقتصاد ایران ساخت سدهای بی‌رویه و غیراصولی، ساخت جاده‌ها و پل‌های ناایمن و تأخیر در توسعهٔ میدان‌های نفتی و گازی توسط قرارگاه سازندگی خاتم‌الانبیاء بوده است که آسیب‌های زیست‌محیطی و اقتصادی کلانی نیز به همراه داشته است.